# Jacobaea vulgaris
Jacobaea vulgaris, llamada vulgarmente hierba de Santiago o hierba cana, es una planta de flor silvestre muy frecuente de la familia Asteraceae que se encuentra distribuida por toda Europa, normalmente en espacios abiertos y en terrenos con cierto grado de humedad, bien drenados.

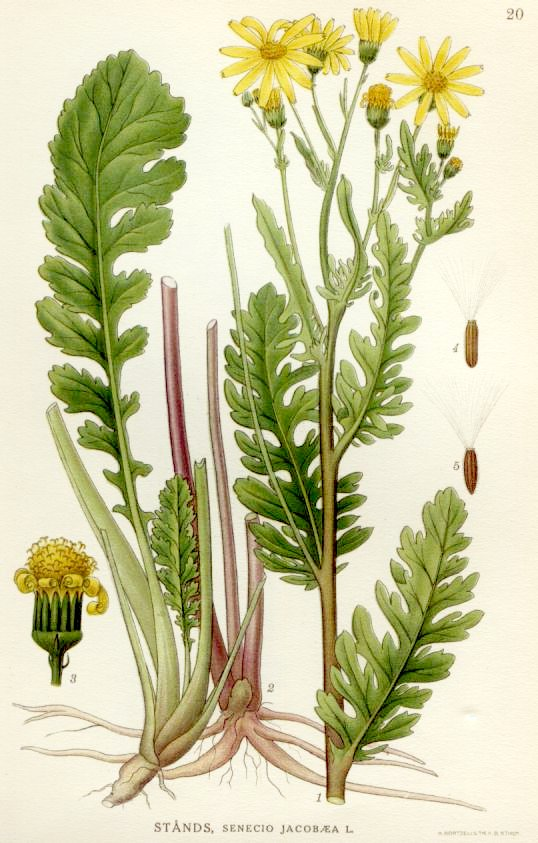
Ilustración

## Descripción
Es una planta herbácea bianual o perenne. Los vástagos son erguidos, rectos, tienen unos pocos pelos, y alcanzan una altura de 0,3 a 2 metros. 
Las hojas son lobuladas pinnadas y el lóbulo del extremo está embotado. En inglés tiene muchos nombres que incluyen la palabra «que apesta» (fart), es debido al olor desagradable de sus hojas. 
Las flores son cabezuelas hermafroditas de un diámetro de 1,5 a 2,5 centímetros, rematado plano y se presentan en racimos densos, los floretes (falsos pétalos) son de color amarillo brillante. Tiene un período de floración largo al durar a partir de junio hasta noviembre. 
La polinización la efectúa una amplia gama de abejas, moscas, polillas y mariposas. En una estación, una planta puede producir 2000 a 2500 flores amarillas en 20 a 60 cabezuelas, de remate plano corimbos. Con estas cifras, las cantidades de semillas que se producen puede ser tan grande como 75 000 a 200 000, aunque en su especie nativa en Eurasia muy pocas de estas darían lugar a plantas nuevas y la investigación ha demostrado que las semillas no viajan a una gran distancia de la planta progenitora.

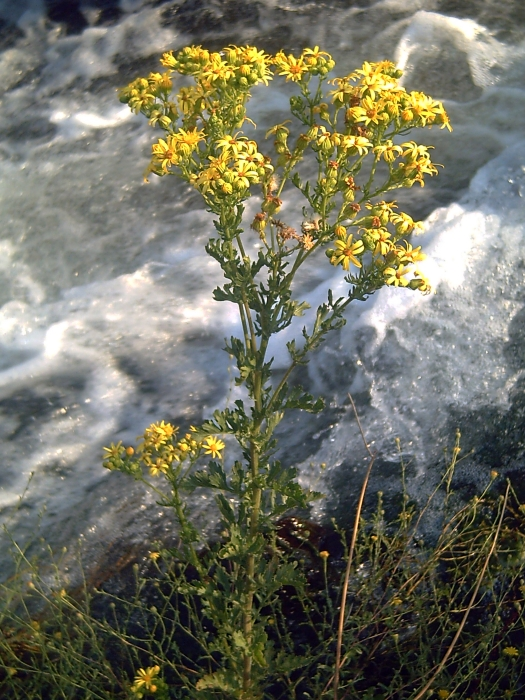
Planta de Hierba de Santiago

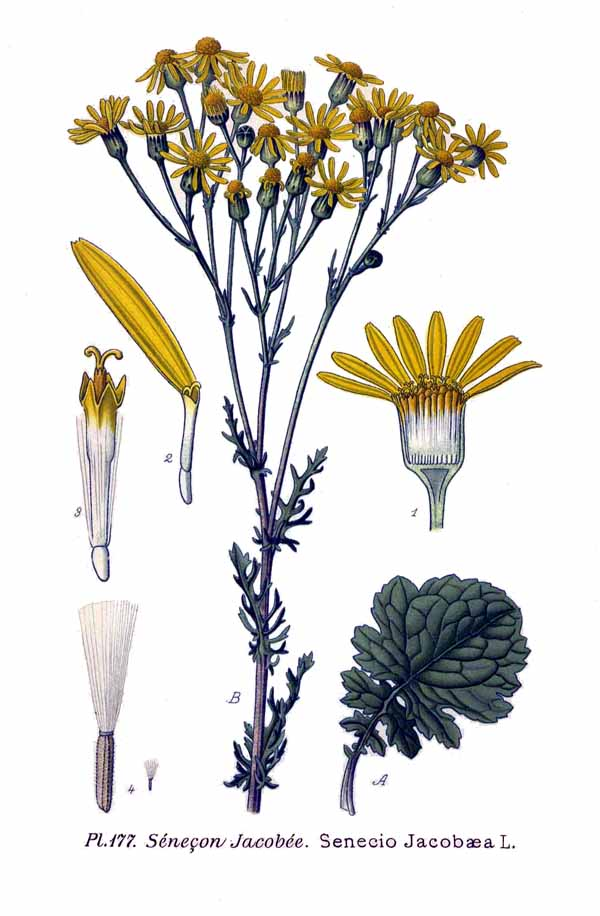
Ilustración

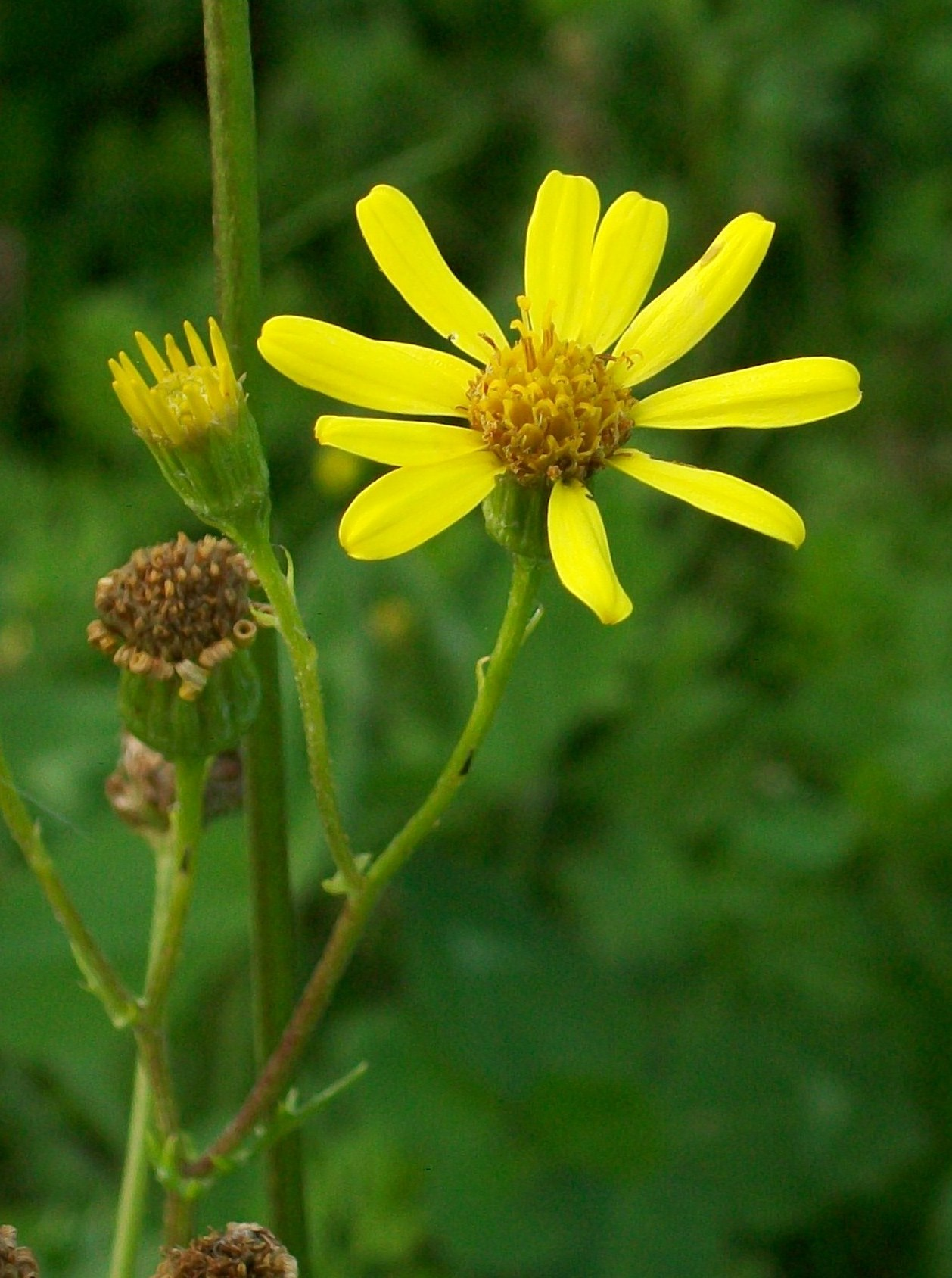
Flor

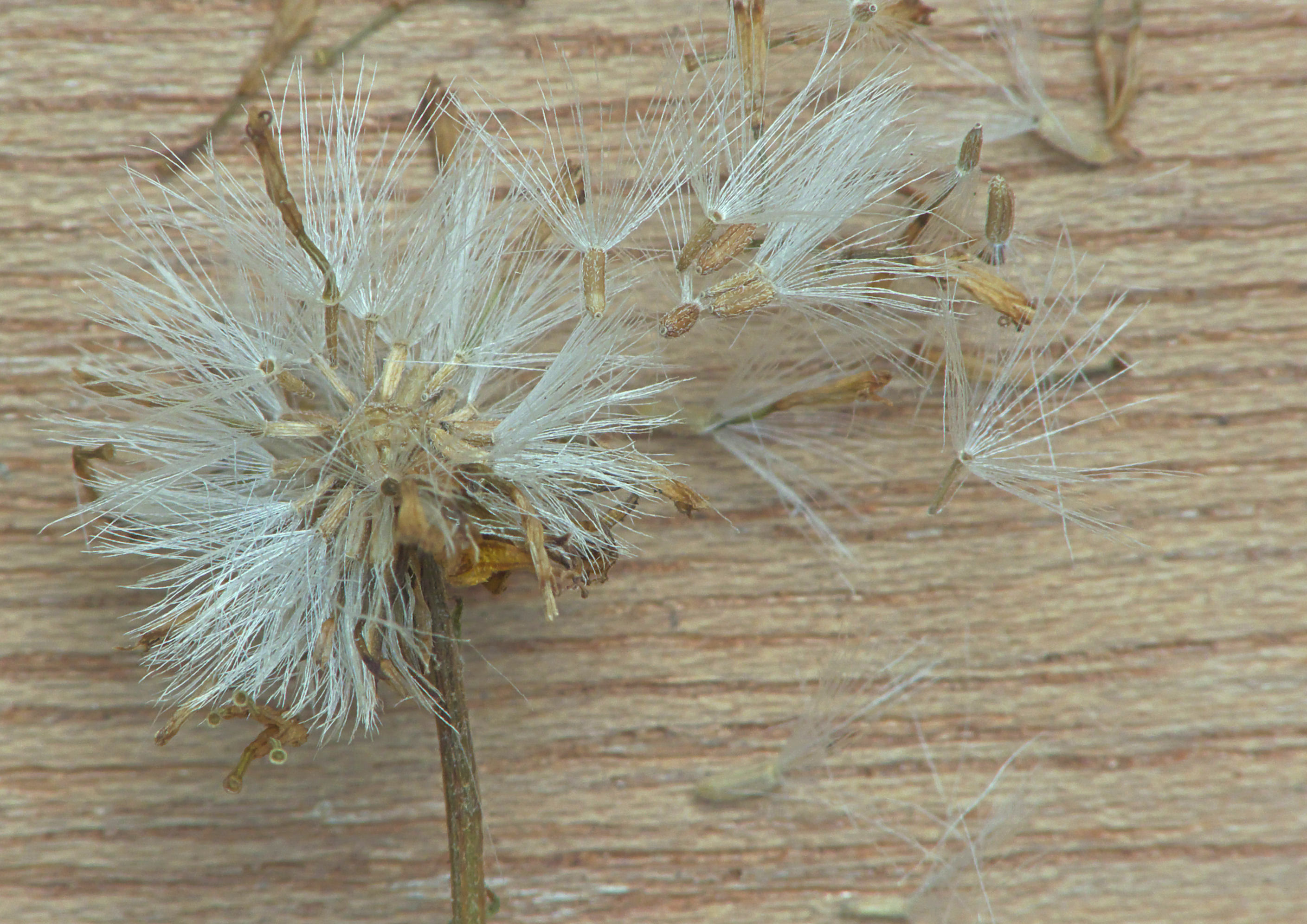
Semillas

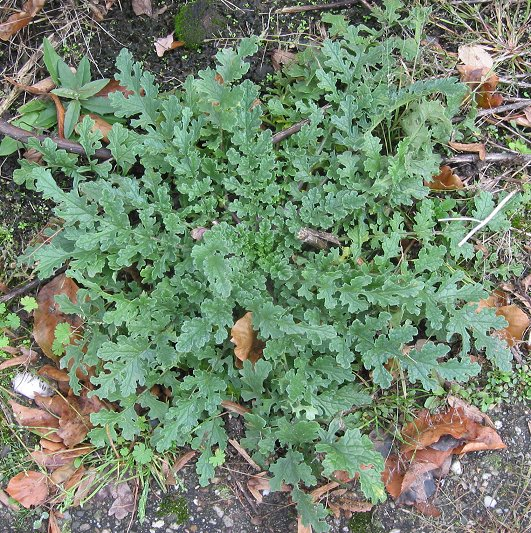
Vista de la planta

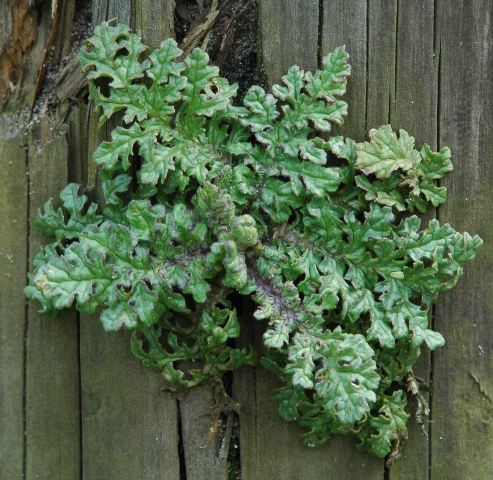
Roseta

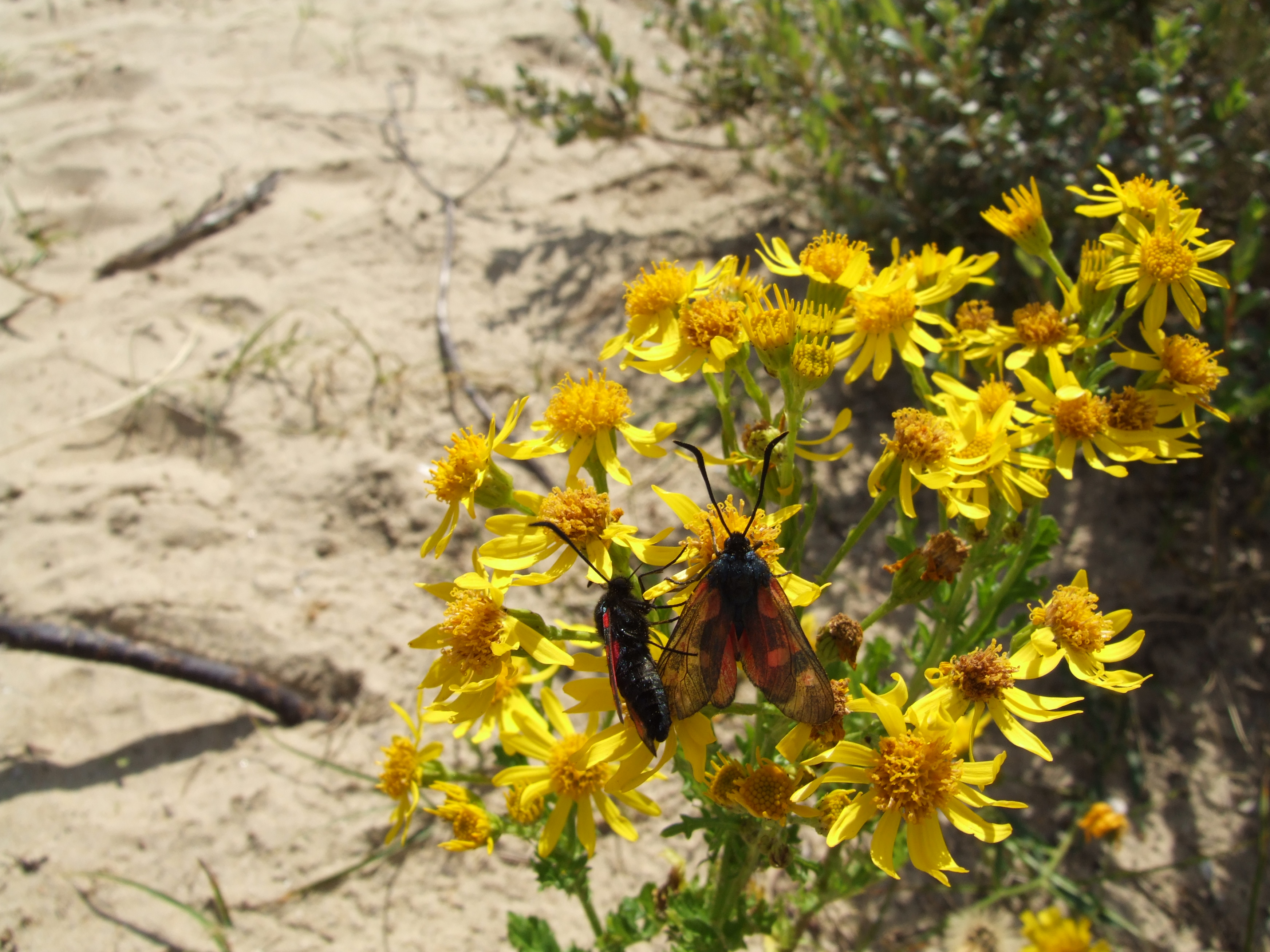
Jacobaea vulgaris y Polilla Cinabrio

## Distribución
Se puede encontrar a lo largo de los márgenes de los caminos, en terrenos incultos, y crece en todas las zonas frescas y de precipitaciones relativamente abundantes. En España se encuentra en márgenes de corrientes de agua y en pastos húmedos.
Es nativa del continente eurasiático. En Europa se desarrolla extensamente, desde Escandinavia al Mediterráneo. En Gran Bretaña se la considera como mala hierba. En los EE. UU. se ha introducido, y está presente principalmente en los estados del norte y del oeste: California, Idaho, Illinois, Maine, Massachusetts, Míchigan, Montana, Nueva Jersey, Nueva York, Oregón, Pensilvania y Washington.
En Suramérica se encuentra en Argentina. En el norte de África, y en el continente asiático en la India y en Siberia. Ampliamente distribuida como mala hierba en Nueva Zelanda y Australia. En muchos estados australianos se ha declarado como mala hierba nociva. Estos estados exigen al propietario del terreno erradicarla, por ley.

## Ecología
Es el alimento de las larvas de Cochylis atricapitana, Phycitodes maritima y Phycitodes saxicolais. Es bien conocida por ser el alimento de las orugas de la polilla cinabrio. 
Las larvas absorben los alcaloides de la planta que llegan a ser desagradables para los depredadores, un hecho anunciado por los colores amonestadores negros y amarillos. El rojo y el negro, colores de la polilla adulta de actividad diurna son también colores desagradables para muchos de sus depredadores potenciales.
Es la planta huésped del coleóptero Longitarsus ganglbafueri.

## Efectos venenosos
Es una planta herbácea, conocida desde hace tiempo por sus propiedades tóxicas, sobre todo entre el ganado.
Por tanto, esta hierba debe dejarse en manos expertas y cuando la prescriba un médico habrá de hacerlo durante períodos cortos o curas discontinuas.
Los expertos desaconsejan su uso al no estar suficientemente demostrada su utilidad terapéutica, y el posible riesgo derivado de su contenido en alcaloides pirrolizidínicos.
Contiene muchos y diferentes alcaloides, haciéndola venenosa para los animales. En teoría también tóxica para los seres humanos, pero la dosis requerida sería enorme. Los alcaloides que se han encontrado en la planta son acetylerucifolina, (Z)-erucifolina, (E)-erucifolina, 21-hydroxyintegerrimina, integerrimina, jacolina, jaconina, jacobina, jacozina, ridelina, retrorsina, senecivernina, senecionina, senecifilina, spartioidina, y usaramina.
Es una de las grandes preocupaciones de los ganaderos, que temen por la subsistencia de sus caballos, y del ganado en general. En las áreas del mundo donde está es planta nativa, como Gran Bretaña y Europa continental, los envenenamiento documentados y probados son raros. En otras áreas puede llegar a ser mucho más invasora y constituir un problema. Aunque los caballos no comen normalmente esta planta,  debido a su gusto amargo, si se ha recogido y desecado, o se toma mezclada con otras hierbas mientras que pasta, el resultado puede ser irreversible: cirrosis de hígado. Las muestras que se han tomado de un caballo envenenado, incluyen las membranas amarillas, la depresión, y la carencia del moco de la coordinación. Los animales pueden también recurrir al consumo de Hierba de Santiago cuando hay escasez de alimento. Incluso hay animales adictos a su consumo, tales como las ovejas, para las que es posible consumir cantidades pequeñas de la planta con el resto del pasto y sin daño evidente. 
El principal peligro de esta planta es que la toxina puede tener un efecto acumulativo. La toxina no acumula realmente en el hígado pero al analizar el producto se vio que puede dañar al DNA y matar gradualmente a las células. Entre el 3 al 7% del peso corporal de consumo a veces actúa como mortal para los caballos, pero existe un ejemplo en la literatura científica, de una supervivencia de un caballo que consumió el 20% de su peso corporal de festa planta. No hay ninguna diferencia si esta cantidad es consumida en algunos meses o en 10 años. Sin embargo, debido al modo del envenenamiento que está en afectar las moléculas del DNA, las cantidades muy pequeñas son poco probables que puedan causar daño pues estarán debajo del umbral para tener una acción efectiva. 
Los productos de metabolización tóxicos se pueden también metabolizar a su vez por el hígado antes de que produzcan daños. Hay también otro método por el cual el efecto de dosis bajas se disminuye. Los alcaloides originales se pueden destruir también por la acción de bacterias en el tubo digestivo antes de que alcancen la circulación sanguínea. No hay antídoto o curación que se sepa contra el envenenamiento, pero por lo menos se sabe de un caso en la literatura científica de un caballo en el que se produce una recuperación completa una vez que dejó de consumirla.
En la miel elaborada con esta planta se ha encontrado que puede contener cantidades pequeñas de jacolina, jaconina, jacobina, jacozina, senecionina, y de seneciphyllina. Sin embargo éstos son poco probables que puedan causar daño puesto que las cantidades consumidas están por debajo del umbral del daño. En el Reino Unido es una de las cinco plantas reconocidas como «mala hierba perjudicial» bajo las provisiones del Weeds Act 1959. La palabra perjudicial en este contexto indica que podría ser dañino a la agricultura no que sea peligrosa para los animales, como el resto de malas hierbas perjudiciales mencionadas es no tóxica. Bajo los términos de esta acta, un terrateniente puede ser requerido por la secretaria de estado (DEFRA) para prevenir la extensión de la planta. Sin embargo, el crecimiento de la planta no está determinado como hecho ilegal por esta acta.

## Usos populares
Se usa como hipoglucemiante, venotónico, emenagogo, anteidismenorréico.
Está indicada en problemas circulatorios, (como en varices), que además acelera la aparición de la menstruación y que por último combate las molestias ocasionadas por el ciclo menstrual.
Pero no debemos olvidar que la planta es tóxica: así, se sabe que en el ganado produce importantes lesiones hepáticas y que asimismo estas afecciones las puede provocar en el hombre.
En el hombre se considera que los alcaloides pueden inducir lesiones hepáticas y producir efectos mutagénico y carcinogénico. 
Cuando se administre a diabéticos, por su potencial acción hipoglucemiante, se deberá de controlar la glucemia por si se requiere modificar las dosis de insulina o de hipoglucemiantes orales.
Se ha utilizado desde época medieval hasta a mediados de siglo XX, siendo utilizado contra inflamaciones del ojo, para dolores y úlceras cancerosas, reuma, ciática y gota, para los casos dolorosos. Según algunos, aliviaría el dolor de las picaduras de abeja. Todos los usos deben ser externos solamente, nunca internamente, y solamente bajo supervisión profesional. 
Con la gran gama de alcaloides de la pyrrolizidina, que se saben para inhibir o para reducir la división celular, algunos investigadores esperan utilizarlos para retrasar o para disminuir el crecimiento de las células del cáncer.

## Cultivo
No se tiene información de ningún cultivo ni cultivar existente de esta planta.

## En la cultura
Es la flor nacional de la Isla de Man, donde se la conoce como Cushag. 

## Taxonomía
Jacobaea vulgaris fue descrita por Joseph Gaertner  y publicado en De Fructibus et Seminibus Plantarum . . . . 2(3): 445. 1791.
Etimología
Jacobaea: nombre genérico que podría derivar de dos fuentes posibles: (1) de Santiago el Mayor (o Jacobo); o (2) en referencia a la isla de St. Jago (Cabo Verde).
vulgaris: epíteto latíno que significa "vulgar, común"
Subespecies
- Jacobaea vulgaris subsp. dunensis (Dumort.) Pelser & Meijden

Sinonimia
- Jacobaea vulgaris subsp. vulgaris
- Jacobaea vulgaris var. vulgaris
- Senecio flosculosus Jord.
- Senecio foliosus Salzm. ex DC.
- Senecio jacobaea L.
- Senecio jacobaea var. jacobaea
- Senecio jacobaea subsp. jacobaea
- Senecio jacobaeoides Willk.
- Senecio nemorosus Jord.
- Senecio praealtus subsp. foliosus (DC.) Cout.[3]

## Nombre común
Afrentaquinteros, arria, azuzón, cachapete, cahipiezo, casanios, cazapeio, cazapete, cazapote, cibuta, clavel de sapo, copas, fitas, gazapeo, gusanera, hierba cana, hierba cana mayor, hierba de Santiago, hierba de sapo, hierba jacobí, hierba lombriguera, oruga de Santiago, pella, sacapeos, suzón, suzón castellano, suzón real, usai gaistoco besatbat, vara de Santiago, yerba de Santiago, yerba incana, yerba jacobí, yerba lombriguera, zuzón.